# Pekinška patka (sastav)
Pekinška patka je jugoslavenska i srpska punk skupina koju su osnovali Sreten Kovačević i Laslo Pihler. Sastavu se pridružuje basist Žurić. Kada im je zvuk postao dovoljno čvrst, kreću u potragu za pjevačem. Nalaze ga u Nebojši Čonkiću Čonti, koji se upravo vratio iz Londona i koji je bio inspiriran punkom i koji je bio dovoljno kvalificiran da bi poduprio izvornu zamisao sastava.

## Članovi
- Nebojša Čonkić Čonta (vokal)
- Sreta Kovačević (gitara)
- Laslo Pihler (bubanj)
- Boris Oslovčan (bas-gitara)

## Diskografija

### Studijski albumi
- Plitka poezija LP (Jugoton, 1980.)
- Strah od monotonije LP (Jugoton, 1981.)

### Singlovi
- Biti ružan, pametan i mlad/Bela šljiva SP (Jugoton, 1979.)
- Bolje da nosim kratku kosu/Ori ori SP (Jugoton, 1980.)
- Bila je tako lijepa/Buba Rumba SP (Jugoton, 1981.)

### Kompilacije
- Svi marš na ples! (Jugoton, 1981.)
- Punk! Oi!! Yu (1996.)
- Tutti Pazzi Vol. 5 (Falšanja kol'ko'š rekords, 2004.)
- Novosadska pank verzija 1978–2005 (Studentski kulturni centar Novi Sad, 2006.)
- Pekinška patka (Multimedia Records, 2006.)

## Vanjske poveznice
- (srp.) Pekinška patka  Arhivirana inačica izvorne stranice od 28. svibnja 2010. (Wayback Machine)
- Branislav Smuk: Plitkom poezijom protiv monotonije, Akuzativ.com